# Робот, схожий на мене
«Робот, схожий на мене» (англ. The Robot Who Looked Like Me) — збірка науково-фантастичних оповідань американського письменника Роберта Шеклі. В антологію входять ще дванадцять історій, окрім однойменного оповідання: «Раби часу», «Голоси», «Прохач у космосі», «Попередній перегляд», «Зірн залишився без охорони, палац Дженґік у вогні, Джон Вестерлі мертвий», «Ласкаво просимо до звичайного кошмару», «Вестерн без кінця», «Що ж таке життя?», «Я бачу чоловіка, який сидить на стільці, а стілець кусає його за ногу», «Це те, чим займаються люди?», «Бажання сріблярів» та «Місто Кінець».

## Історія публікації
Збірка оповідань була вперше видана 1 січня 1978 році британським видавництвом Sphere Books.

## Характеристика
Так само як більшість творів Роберта Шеклі загалом, багато оповідань зі збірки є сатиричними та виражають критику творця сучасного американського суспільства.

## Оповідання
1. «Робот, схожий на мене» (англ. The Robot Who Looked Like Me; Cosmopolitan, 1973)
2. «Раби часу» (англ. Slaves of Time; Nova 4, 1974)
3. «Голоси» (англ. Voices; Playboy, жовтень 1973)
4. «Прохач у космосі» (англ. A Supplicant in Space; Galaxy, листопад 1973)
5. «Зірн залишився без охорони, палац Дженґік у вогні, Джон Вестерлі мертвий» (англ. Zirn Left Unguarded, The Jenghik Palace in Flames, Jon Westerly Dead; Nova 2, 1972)
6. «Попередній перегляд» (англ. Sneak Previews; Penthouse, серпень 1977)
7. «Ласкаво просимо до звичайного кошмару» (англ. Welcome to the Standard Nightmare; Nova 3, 1973)
8. «Місто Кінець» (англ. End City; Galaxy, травень 1974)
9. «Вестерн без кінця» (англ. The Never-Ending Western Movie; Science Fiction Discoveries, 1976)
10. «Що ж таке життя?» (англ. What is Life?; Playboy, грудень 1976)
11. «Я бачу чоловіка, який сидить на стільці, а стілець кусає його за ногу» (англ. I See a Man Sitting on a Chair, and the Chair is Biting His Leg; The Magazine of Fantasy & Science Fiction, січень 1968), у співавторстві з Гарланом Еллісоном
12. «Це те, чим займаються люди?» (англ. Is That What People Do; Anticipations, 1978)
13. «Бажання сріблярів» (англ. Silversmith Wishes; Playboy, травень 1977)